# RurUfer-Radweg
Der RurUfer-Radweg ist ein Radwanderweg, der über rund 180 Kilometer an der Rur entlangführt. Er beginnt nahe der Rurquellen an der höchsten Erhebung Belgiens, dem Botrange im Hohen Venn und führt bis zur Mündung in die Maas im niederländischen Roermond. Dazwischen verläuft die Strecke größtenteils auf deutschem Gebiet. Bei Kalterherberg überquert der Weg die belgisch-deutsche Grenze und verläuft durch Monschau am Obersee und der Rurtalsperre vorbei nach Heimbach. Von dort geht es über Nideggen und Kreuzau weiter in nördlicher Richtung durch den Kreis Düren und anschließend durch den Kreis Heinsberg. Hinter dem Effelder Waldsee überquert der Radweg die deutsch-niederländische Grenze. Er endet an der Mündung der Rur in Roermond.
Die Route verläuft nahezu ausschließlich auf separaten Rad- und Wirtschaftswegen. Der RurUfer-Radweg gehört zum Radverkehrsnetz NRW und ist mit den dafür typischen rot-weißen Wegweisern ausgeschildert. Auf den Abschnitten in Belgien und in den Niederlanden wird die knotenpunktbezogene Wegweisung genutzt.

## Streckenverlauf

### Belgischer Teil
Der RurUfer-Radweg beginnt am Aussichtsturm Signal de Botrange in der gleichnamigen belgischen Gemeinde. Diese gehört zum Naturpark Hohes Venn-Eifel. Zunächst folgt der Weg der N676 in südöstlicher Richtung. Vor Sourbrodt zweigt er am Naturparkzentrum Botrange nach links in ein Waldgebiet ab. Bei Bosfagne trifft er auf die Rur. Zwischen Küchelscheid und Kalterherberg überquert der Weg die belgisch-deutsche Grenze.

### Kalterherberg bis Heimbach
Die Route folgt jetzt unmittelbar dem Lauf der Rur und bleibt zunächst nahe der Grenze. Am Kloster Reichenstein vorbei führt sie zum Luftkurort Monschau. Durch das mittlere Rurtal südlich von Simmerath geht die Strecke weiter, bevor die Radfahrer bei Einruhr an den Obersee gelangen. Hier teilt sich die Strecke vorübergehend. Die westliche Strecke führt zunächst nach Rurberg, wo sich eines der Tore zum Nationalpark Eifel befindet. Weiter geht es über Woffelsbach und an Schmidt vorbei. Die östliche Strecke verläuft auf der gegenüberliegenden Seite der Rurtalsperre. Vor Hasenfeld treffen die beiden Strecken aufeinander und es geht am Staubecken entlang nach Heimbach.

### Heimbach bis Jülich
Von Heimbach aus führt der Radweg durch die Rureifel und passiert dabei die Orte Hausen, Blens und Abenden. Von Nideggen-Brück geht es hinab zum Stausee Obermaubach. Hinter dem See verläuft die Strecke durch Untermaubach und an Üdingen vorbei nach Kreuzau. Ein paar Kilometer später erreicht sie im südlichen Stadtteil Niederau das Dürener Stadtgebiet. Die Radfahrer fahren nun an einigen Industriebetrieben vorbei in nördlicher Richtung auf die Innenstadt zu und anschließend hinter dem Annakirmesplatz durch den Willy-Brandt-Park. Nach dem Unterqueren der Dreigurtbrücke erreichen sie den Josef-Vosen-Park bei Birkesdorf. Hinter Hoven führt der Radweg unter der Bundesautobahn 4 weiter Richtung Merken.
Im nördlichen Teil des Kreises Düren verläuft die Strecke in der Nähe von Selhausen und Krauthausen über Altenburg und dann am Forschungszentrum vorbei nach Jülich hinein.

### Jülich bis Effeld
Von Jülich aus geht es weiter durch die Jülich-Zülpicher Börde. Hinter dem Barmener Baggersee sind Tetz, Floßdorf und Rurdorf die nächsten kleineren Orte an der Strecke vor Linnich. Bei Brachelen erreicht der Radweg dann den Kreis Heinsberg. Hinter Hückelhoven unterquert er die Bundesautobahn 46 und kommt dann zum Adolfosee. Der restliche Teil auf deutschem Gebiet erstreckt sich an Wassenberg-Orsbeck und einem Baggersee entlang, zwischen Karken und Ophoven hindurch bis zum Effelder Waldsee. Hinter dem See überquert der Radweg die Grenze zu den Niederlanden.

### Niederländischer Abschnitt
Die erste Gemeinde auf dem niederländischen Teil der Strecke ist Vlodrop. Entlang der Roer, wie die Rur in den Niederlanden heißt, geht es weiter nach Sint Odiliënberg. Danach kreuzt der Radweg den Rijksweg 73, bevor er Roermond erreicht. Er endet dort, wo sich die Rur in zwei Mündungsarme teilt, bevor sie in die Maas mündet.

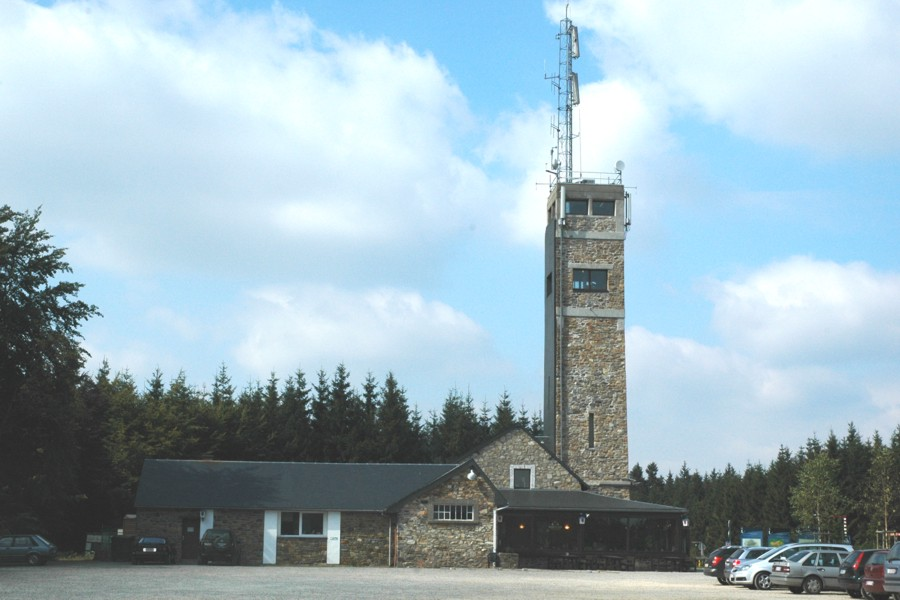
Startpunkt des Radwegs am Signal de Botrange
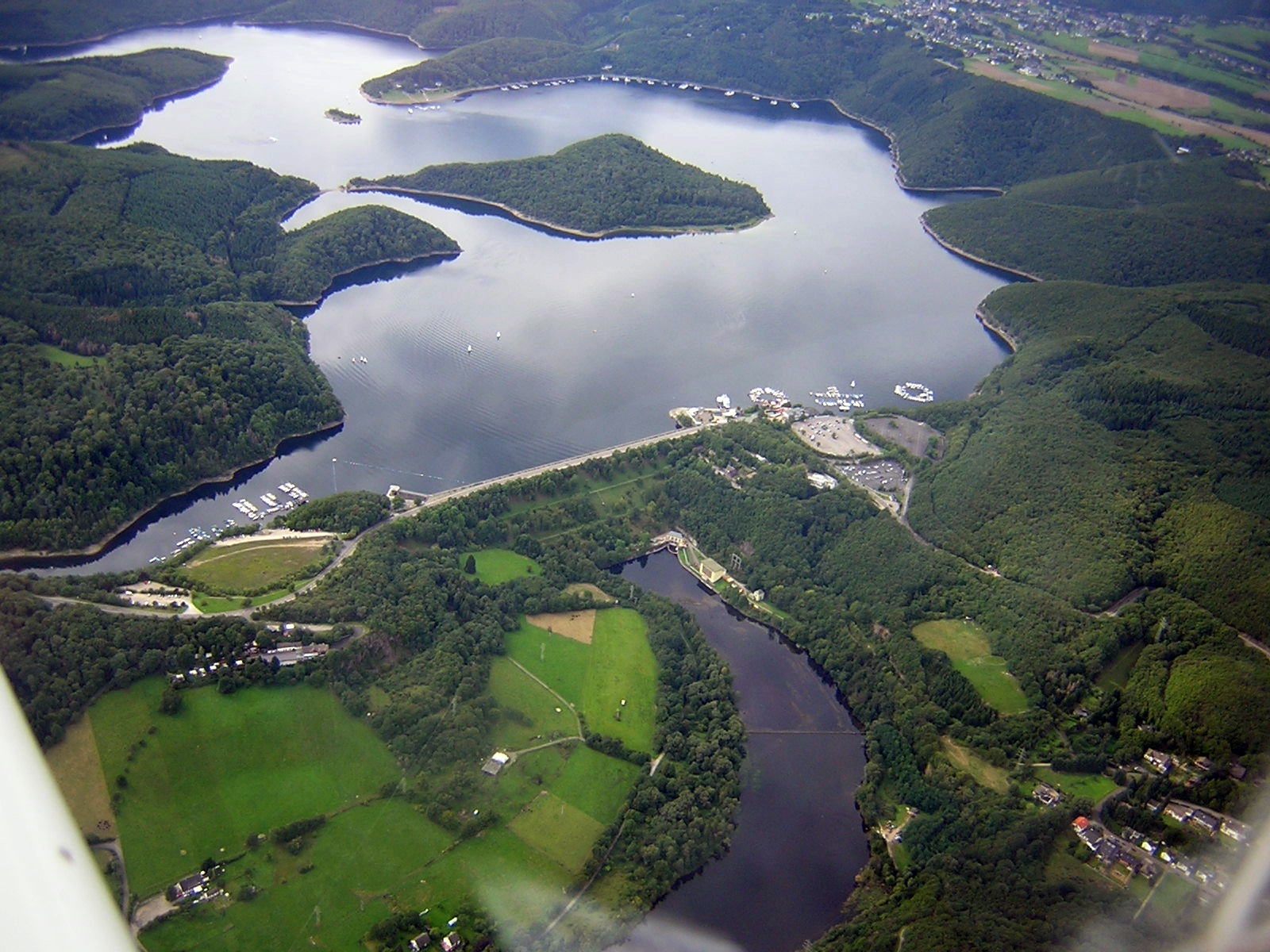
Rurtalsperre
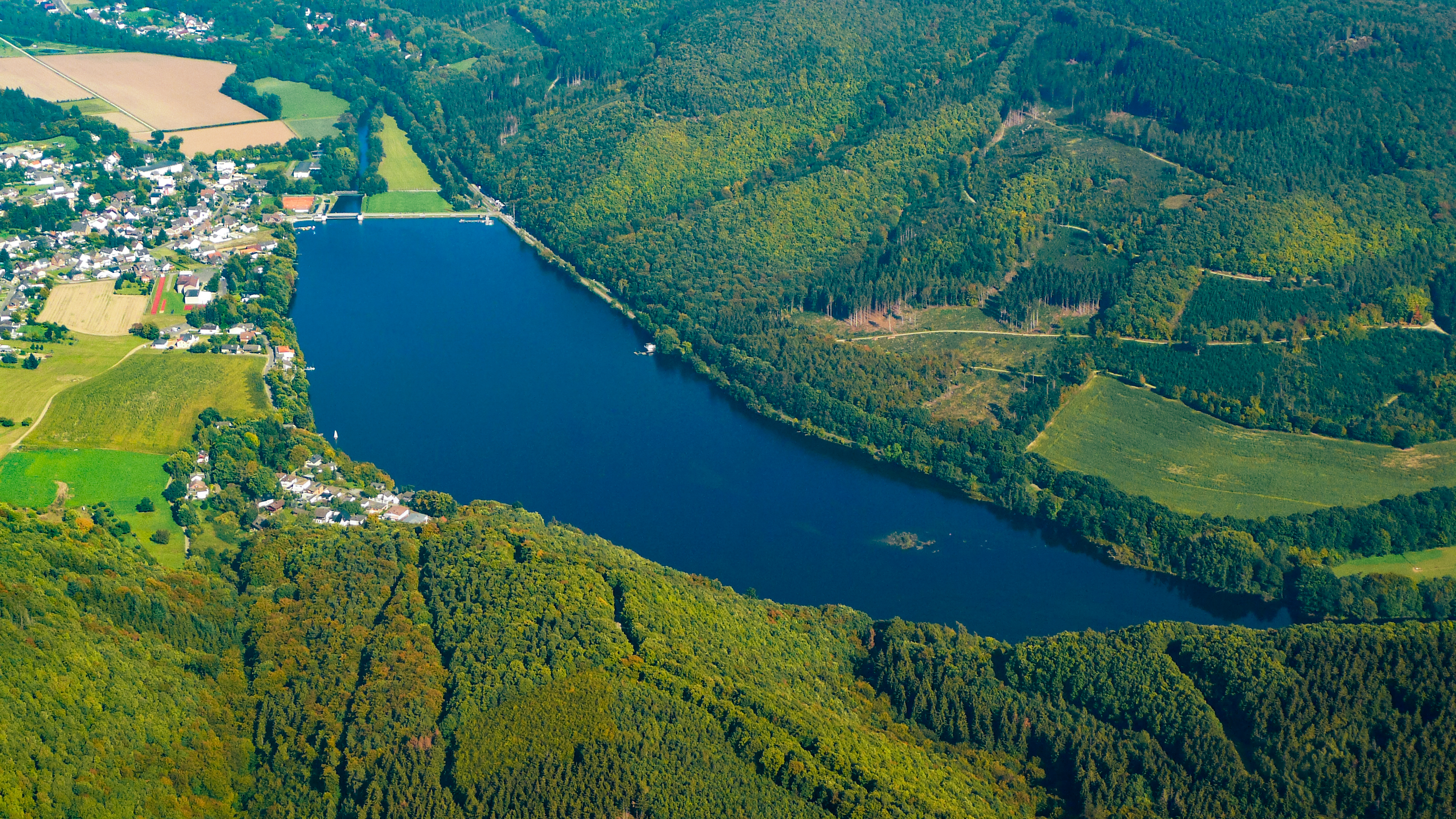
Stausee Obermaubach
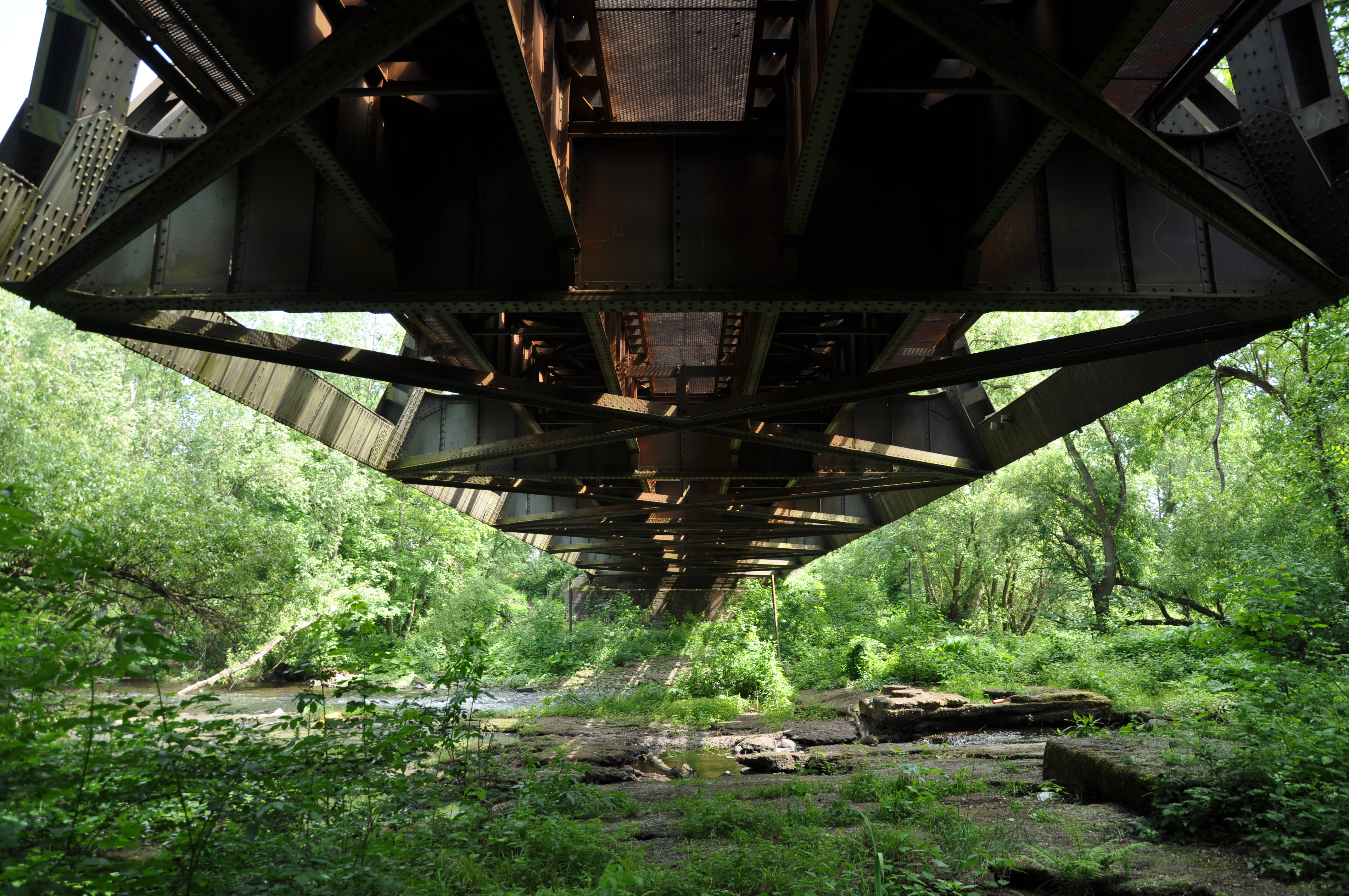
Dreigurtbrücke in Düren
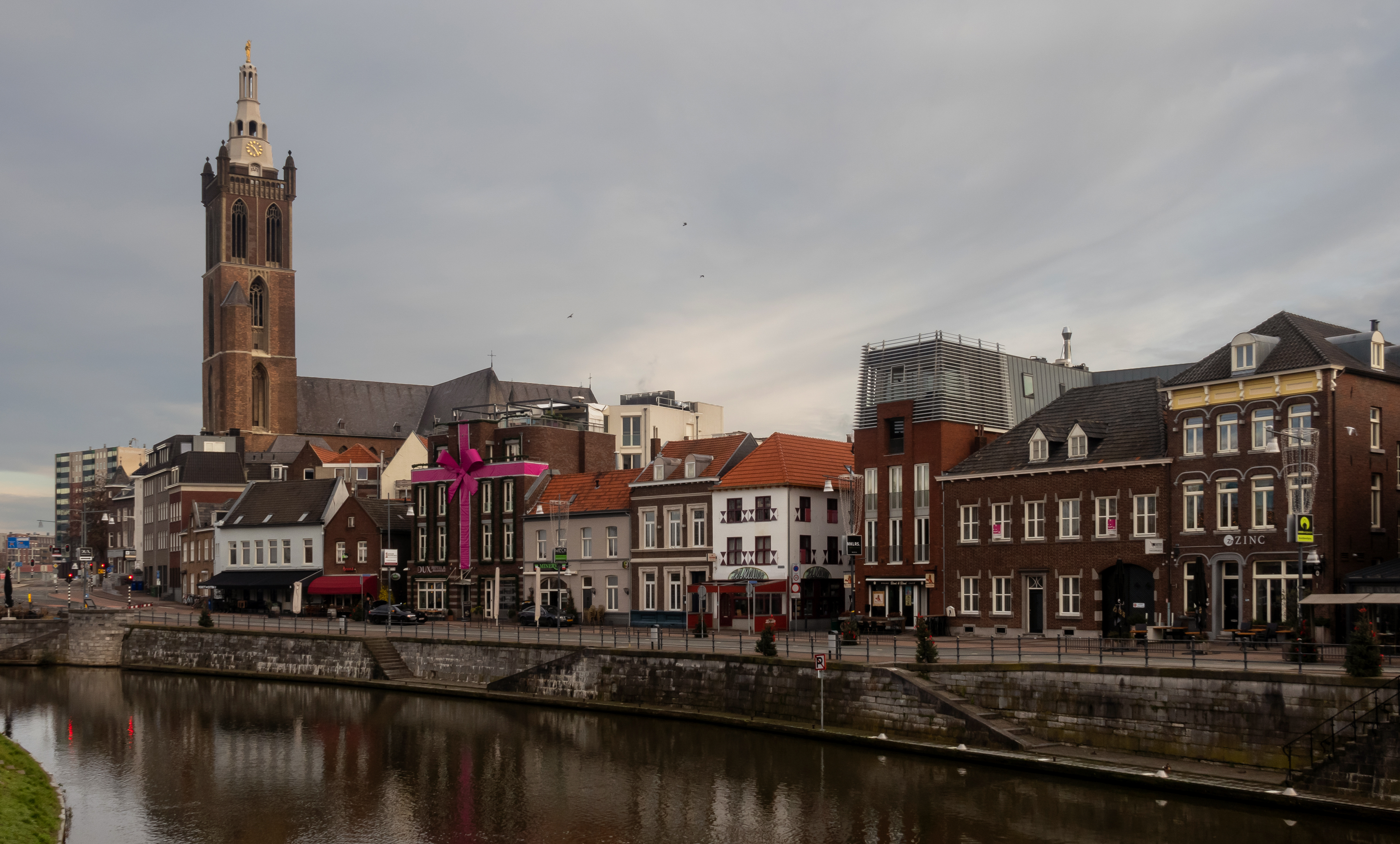
Endpunkt des Radwegs in Roermond

## Wegweiser

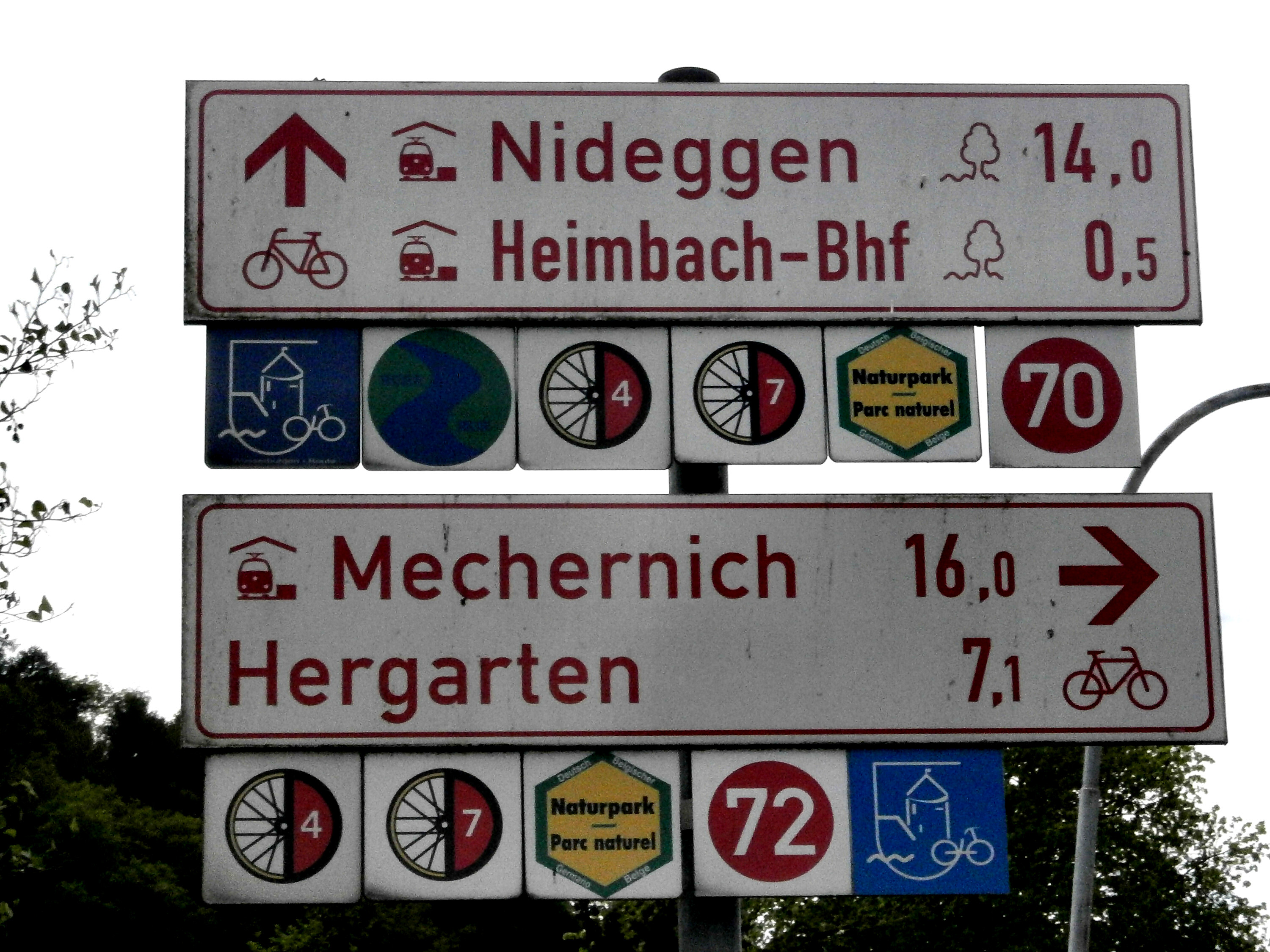
Wegweiser des RurUfer-Radwegs

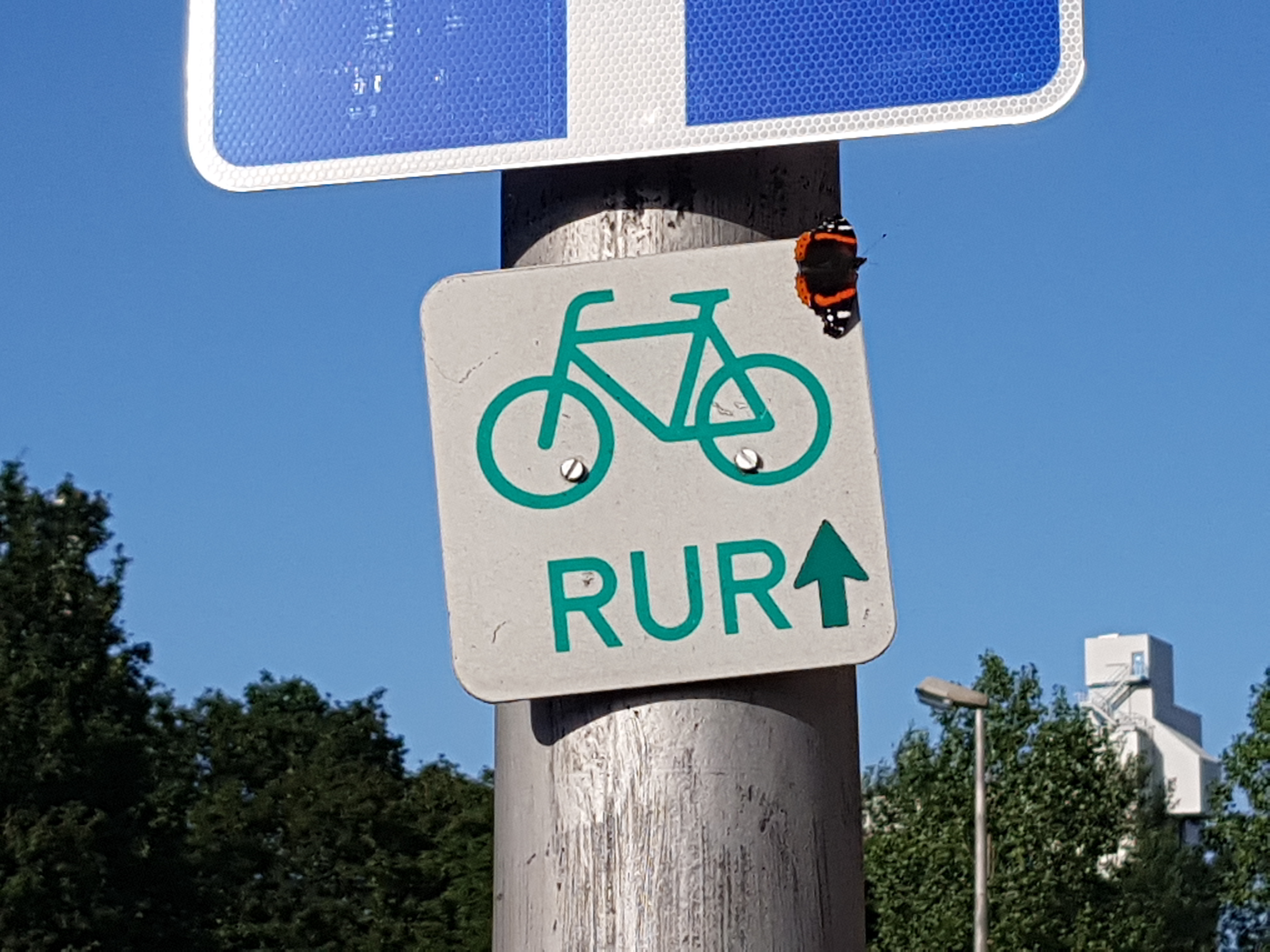
Wegweiser im ursprünglichen Design der 1980er-Jahre

Der RurUfer-Radweg gehört zum Radverkehrsnetz NRW, einem Verbund großer Radwege in Nordrhein-Westfalen. Diese Radwege sind mit einheitlich gestalteten rot-weißen Wegweisern ausgestattet. Die Schilder zeigen die Entfernungen zu den nächsten Orten. Unter den Wegweisern hängen die Logos und Nummern verschiedener Radwege.

## Anschluss zu anderen Radwegen und zur Bahn
Am ehemaligen Bahnhof von Kalterherberg trifft der RurUfer-Radweg auf den Vennbahn-Radweg. Von dort bis zur Rurtalsperre verläuft er parallel zur Eifel-Höhen-Route.
Zwischen Heimbach und Linnich betreibt die Rurtalbahn die Bahnstrecken Heimbach – Düren und Düren – Jülich – Linnich. Zahlreiche Haltestellen liegen in der Nähe des RurUfer-Radwegs. Bis 1999 verkehrten durchgehende Züge zwischen Heimbach und Jülich, seitdem muss man in Düren umsteigen.